# Furia genética
Furia genética es un cortometraje animado realizado por Pablo Llorens en 1996.

## Sinopsis
Un pirata mutante intenta reventar un enorme caja de seguridad.
- Datos: Q5871774